# 黑毛雪兔子
黑毛雪兔子（学名：Saussurea hypsipeta）为菊科风毛菊属的植物，为中国的特有植物。分布于中国大陆的云南、青海、西藏、四川等地，生长于海拔4,700米至5,400米的地区，多生长在高山流石滩，目前尚未由人工引种栽培。